# Partito Democratico (Lussemburgo)
Il Partito Democratico (DP, lussemburghese: Demokratesch Partei, francese: Parti Démocratique, tedesco: Demokratische Partei) è un partito politico liberale di centro e centro-destra del Lussemburgo.

## Storia
Costituito nella sua forma attuale nel 1955, il Partito Democratico è storicamente dei tre principali partiti politici del Lussemburgo, assieme al Partito Popolare Cristiano Sociale (CSV) ed al Partito Operaio Socialista Lussemburghese (LSAP).
Il partito è storicamente forte a Città di Lussemburgo.
Il partito è un membro dell'Internazionale Liberale e dell'ALDE.
Il 9 ottobre 2011, viene eletto come sindaco della capitale il democratico trentottenne Xavier Bettel, elezione che fa di lui uno dei sindaci più giovani a dirigere una capitale europea.

## Leader
1. Lucien Dury (1948-1952)
2. Eugène Schaus (1952-1959)
3. Lucien Dury (1959-1962)
4. Gaston Thorn (1962-1969; 1971-1980)
5. René Konen (1969-1971)
6. Colette Flesch (1980-1989)
7. Charles Goerens (1989-1994)
8. Lydie Polfer (1994-2004)
9. Claude Meisch (2004-2013)
10. Xavier Bettel (2013-2015)
11. Corinne Cahen (2015-2022)
12. Lex Delles (2022–)

## Loghi

## Risultati elettorali
| Elezione          | Voti    | %     | Seggi   |
| ----------------- | ------- | ----- | ------- |
| Parlamentari 1959 | 448.387 |       | 11 / 52 |
| Parlamentari 1964 | 280.644 |       | 6 / 56  |
| Parlamentari 1968 | 430.262 |       | 11 / 56 |
| Parlamentari 1974 | 668.043 |       | 14 / 59 |
| Europee 1979      | 45.718  |       | 2 / 6   |
| Parlamentari 1979 | 648.404 |       | 15 / 59 |
| Europee 1984      | 36.414  |       | 1 / 6   |
| Parlamentari 1984 | 614.627 |       | 14 / 64 |
| Europee 1989      | 33.042  |       | 1 / 6   |
| Parlamentari 1989 | 498.862 |       | 11 / 60 |
| Europee 1994      | 31.830  |       | 1 / 6   |
| Parlamentari 1994 | 548.246 |       | 12 / 60 |
| Europee 1999      | 34.563  |       | 1 / 6   |
| Parlamentari 1999 | 632.707 |       | 15 / 60 |
| Europee 2004      | 26.918  |       | 1 / 6   |
| Parlamentari 2004 | 460.601 |       | 10 / 60 |
| Europee 2009      | 35.018  |       | 1 / 6   |
| Parlamentari 2009 | 432.820 |       | 9 / 60  |
| Parlamentari 2013 | 597.879 |       | 13 / 60 |
| Europee 2014      | 13.177  |       | 1 / 6   |
| Parlamentari 2018 | 597.080 | 16,91 | 12 / 60 |
| Europee 2019      | 268.910 | 21,44 | 2 / 6   |